# Kollegiatstift Alter Dom (Münster)
Das Kollegiatstift Alter Dom in Münster (vetus ecclesia sancti Pauli) wurde durch Bischof Burchard von Münster (1098–1118) am ersten, ludgerianischen, sogenannten „Alten“ Dom begründet, nachdem das Domkapitel Münster bereits zur Zeit Bischof Dodos († 993) in den unmittelbar südlich des Ludgerus-Doms errichteten Neubau umgezogen war. Das durch Burchard mit zwölf Kanonikaten ausgestattete Stift trat in den Bereichen seiner personellen Organisation und des Kults in enge Verbindung zum Domkapitel (Domannex-Stift), welches zum Beispiel den Propst des Alten Doms stellte. Nach 1377 musste der Ludgerus-Dom dem Kreuzgang des Neuen Doms weichen; die „Alten Dömer“ übersiedelten zunächst in die ehemalige bischöfliche Kapelle, bald danach in einen gotischen Neubau nordwestlich des Neuen Doms, der das Kapitel bis zu dessen Aufhebung durch das kaiserliche Dekret vom 14. November 1811 beherbergte.